# Nurbeta Kwanrico
Nurbeta Kwanrico (* 3. November 1992 in Samarinda) ist eine indonesische Badmintonspielerin.

## Karriere
Nurbeta Kwanrico wurde 2010 nationale Juniorenmeisterin in Indonesien. Im gleichen Jahr belegte sie Rang vier mit dem indonesischen Team bei der Badminton-Juniorenweltmeisterschaft. Ein Jahr später belegte sie bei den Indonesia Open Grand Prix Gold 2011 Rang fünf sowie bei den Indonesia International Rang neun gemeinsam mit Deariska Putri Medita. Beim Indonesia Open Grand Prix Gold 2012 und bei der Indonesia Super Series 2012 schied sie dagegen schon in der ersten Runde aus.